# Conchaspis madagascariensis
Conchaspis madagascariensis är en insektsart som beskrevs av Mamet 1954. Conchaspis madagascariensis ingår i släktet Conchaspis och familjen Conchaspididae.
Artens utbredningsområde är Madagaskar. Inga underarter finns listade i Catalogue of Life.